# Parafia Matki Bożej Nieustającej Pomocy w Ostrowcu Świętokrzyskim
Parafia Matki Bożej Nieustającej Pomocy w Ostrowcu Świętokrzyskim – parafia Katolickiego Kościoła Narodowego w Polsce w Ostrowiec Świętokrzyski.
Parafia erygowana 23 września 2019.Posiada kaplicę (ul. Kościelna 16), która została poświęcona 30 listopada 2019.